# Chawchila
Le chawchila est une langue amérindienne de la famille des langues yokuts parlée aux États-Unis, dans sud de la Californie.

## Phonologie
Les tableaux présentent les phonèmes du chawchila. 

### Voyelles
|         | Antérieure    | Centrale      | Postérieure   |
| ------- | ------------- | ------------- | ------------- |
| Fermée  | i [i] iˑ [iː] |               | u [u] uˑ [uː] |
| Moyenne | e [e] eˑ [eː] |               | o [o] oˑ [oː] |
| Ouverte |               | a [a] aˑ [aː] |               |

### Consonnes
|               |            | Bilabiale | Dentale | Rétroflexe | Palatale | Vélaire | Glottale |
| ------------- | ---------- | --------- | ------- | ---------- | -------- | ------- | -------- |
| Occlusives    | Sourdes    | p [p]     | t [t]   | ṭ [ʈ]      |          | k [k]   |          |
| Occlusives    | Aspirées   | ph [pʰ]   | th [tʰ] | ṭh [ʈʰ]    |          | kh [kʰ] |          |
| Occlusives    | Glottales  | pʼ[pʼ]    | tʼ[tʼ]  | ṭʼ [ʈʼ]    |          | kʼ [kʼ] | ʔ [ʔ]    |
| Fricatives    | Fricatives |           | s [s]   | ṣ [ʂ]      | š [ʃ]    | x [x]   | h [h]    |
| Affriquées    | Sourdes    |           |         |            | č [t͡ʃ]   |         |          |
| Affriquées    | Aspirées   |           |         |            | čh [t͡ʃʰ] |         |          |
| Affriquées    | Glottales  |           |         |            | čʼ [t͡ʃʼ] |         |          |
| Nasales       | Simples    | m [m]     | n [n]   |            |          |         |          |
| Nasales       | Glottales  | mʼ [mʼ]   | nʼ [nʼ] |            |          |         |          |
| Liquides      | simples    |           | l [l]   |            |          |         |          |
| Liquides      | Glottales  |           | lʼ [lʼ] |            |          |         |          |
| Semi-voyelles | simples    | w [w]     |         |            | y [j]    |         |          |
| Semi-voyelles | Glottales  | wʼ [wʼ]   |         |            | yʼ [jʼ]  |         |          |

## Grammaire

### Syntaxe
Exemple de phrase en chawchila, tiré d'un conte traditionnel :
- tʰaˑwiṭʰtʰaw ʔamin mokʰyin ʔamin noʔomow ʔamin tʰanʔay holšitʰhineʔ.
- À la mort POSS femme POSS mère-à POSS il alla raconter.
- À la mort de sa femme, il alla raconter à sa mère.